# Drepanogynis altisilvarum
Drepanogynis altisilvarum är en fjärilsart som beskrevs av Claude Herbulot 1960. Drepanogynis altisilvarum ingår i släktet Drepanogynis och familjen mätare. Inga underarter finns listade i Catalogue of Life.